# Музей дизайна (Цюрих)
Музей дизайна в Цюрихе (нем. Museum für Gestaltung Zürich) — художественно-исторический музей в швейцарском городе Цюрих, основанный в 1875 и открытый в 1878 году как «Kunstgewerbemuseum der Stadt Zürich»; в 1933 году переехал в здание на улице Ausstellungsstrasse, построенное по проекту архитекторов Адольфа Штегера и Карла Эгендера (бюро «Steger und Egender»); музейная коллекция охватывает четыре сферы — дизайн, графика, декоративно-прикладное искусство и плакаты — и насчитывает более 500 000 предметов; регулярно проводит как тематические, так и персональные выставки в области современного искусства, дизайна и визуальной коммуникации.

## История и описание
Музей дизайна возник в Цюрихе из местного муниципального музея прикладного искусства (Kunstgewerbemuseum), основанного в 1875 году. В 1933 году музей и школа прикладного искусства (сегодня — высшая школа «Zürcher Hochschule der Künste»), существовавшая с 1878 года, переехали в здание на улице Ausstellungsstrasse, построенное по проекту архитекторов Адольфа Штегера (1888—1939) и Карла Эгендера (1897—1969) — и сегодня являющееся памятником архитектуры. Музей дизайна, галерея декоративно-прикладного искусства, коллекция плакатов и собрание графики были «разбросаны» по разным помещениям в кантоне Цюрих. Так в музее «Museum Bellerive», созданном в 1968 году на вилле на Цюрихском озере, размещалась коллекция предметов ремесленного производства; здесь же проходили временные выставки, рассматривавшие связь между искусством, ремеслами и дизайном.
В 2014 году музей собрал свои коллекции под одной крышей — на площадке в зоне «Toni-Areal» на западе Цюриха. В тот же год музей смог приступить к проведению масштабной и комплексной реконструкции своей старой выставочной площадки: в марте 2018 года вновь открылось здание на Ausstellungsstrasse; теперь оно стало использоваться не только для временных выставок, но и для постоянной экспозиции.
Большинство временных тематических выставок составляются музеем из собственных фондов; ежегодно проходят от пяти до семи экспозиций — а также несколько небольших демонстраций и мероприятий на двух площадках: Ausstellungsstrasse и Toni-Areal. В большинстве своём это междисциплинарные выставки, рассказывающие как об истории того или иного художественного явления, так и о современных тенденциях; они предназначены как для широкой публики, так и для профессиональной аудитории. Выставки сопровождаются экскурсиями, симпозиумами, панельными дискуссиями, лекциями, спектаклями, кинопоказами и концертами. Разнообразный спектр образовательных предложений был разработан и для детей; также действуют и специальные программы для школьных классов. Многие предметы из собрания доступны на постоянной основе через Интернет.

### Коллекция плакатов
Коллекция плакатов, собранная в цюрихском Музее дизайна, является одним из крупнейших и наиболее важных архивов подобного рода в мире: она насчитывает более 350 000 единиц хранения, из которых 120 000 проиндексированы и инвентаризированы. Собрание документирует историю развития швейцарского и международного плаката с момента его возникновения, в середине XIX века, и до наших дней. Коллекция включает в себя политические, художественные и коммерческие плакаты, созданные в разных регионах мира — в Швейцарии и Европе, в Японии и на Кубе, в СССР и США. Музей полагает, что плакат «отражает эстетические и социальные процессы своего времени».

### Дизайн
Коллекция по дизайну фокусируется на серийно выпускавшихся изделиях как XX века, так и начала XXI: основное внимание в ней уделяется «всеобъемлющему представлению» швейцарского дизайна, который сравнивается с «эталонными примерами» международного дизайна. В коллекции собраны предметы как известных дизайнеров, так и неизвестных авторов; собрание насчитывает более 10 000 предметов и около 20 000 упаковок. В дополнение к покупкам и пожертвованиям, с 1989 года коллекция дизайна финансируется Федеральным управлением культуры Швейцарии. Параллельно с коллекцией предметов музей создает и архив по швейцарскому дизайна, который служит для научных исследований.

### Искусство
Графическая коллекция, которая существует с момента основания музея, является одной из важнейших в стране: она специализируется на европейской графике. В основе лежит собрание рисунков, гравюр и иллюстрированных книг (включая учебники) с XV по XXI век. Печатные издания, фотографии и примеры корпоративного дизайна дополняют собрание. В дополнение к графической коллекции, музей хранит более 15 000 произведений искусства, включая декоративно-прикладное. Коллекция фокусируется на работах XIX и XX века, хотя и располагает отдельными древними предметами: такими как коптский и перуанский текстиль. Современное искусство также является областью интересов музея; значительной является и коллекция музыкальных инструментов, состоящая из примерно 250 исторических объектов.